# اودو پاستورس
اودو پاستورس (به آلمانی: Udo Pastörs) (زاده ۱۹۵۲ در وگبرگ) یک سیاستمدارِ آلمانی است که رهبری حزب دموکرات ملی آلمان را به عهده دارد.